# Brka (distrikt Brčko)
Brka je naseljeno mjesto u sastavu distrikta Brčko, BiH. 

## Stanovništvo
| Brka               |                |                |                |
| godina popisa      | 1991.          | 1981.          | 1971.          |
| Muslimani          | 1921 (93,98 %) | 1745 (90,32 %) | 1776 (96,20 %) |
| Srbi               | 40 (1,95 %)    | 54 (2,79 %)    | 45 (2,43 %)    |
| Hrvati             | 3 (0,14 %)     | 6 (0,31 %)     | 16 (0,86 %)    |
| Jugoslaveni        | 27 (1,32 %)    | 112 (5,79 %)   | 0              |
| ostali i nepoznato | 53 (2,59 %)    | 15 (0,77 %)    | 9 (0,48 %)     |
| ukupno             | 2044           | 1932           | 1846           |

## Sport
- FK Brka 1948

## Manifestacije
Brka je poznata po tradicionalnoj manifestaciji "Bostanovo", koja slavi kulturu i običaje ovog kraja.